# Biserica Cuvioasa Paraschiva din Ștefănești

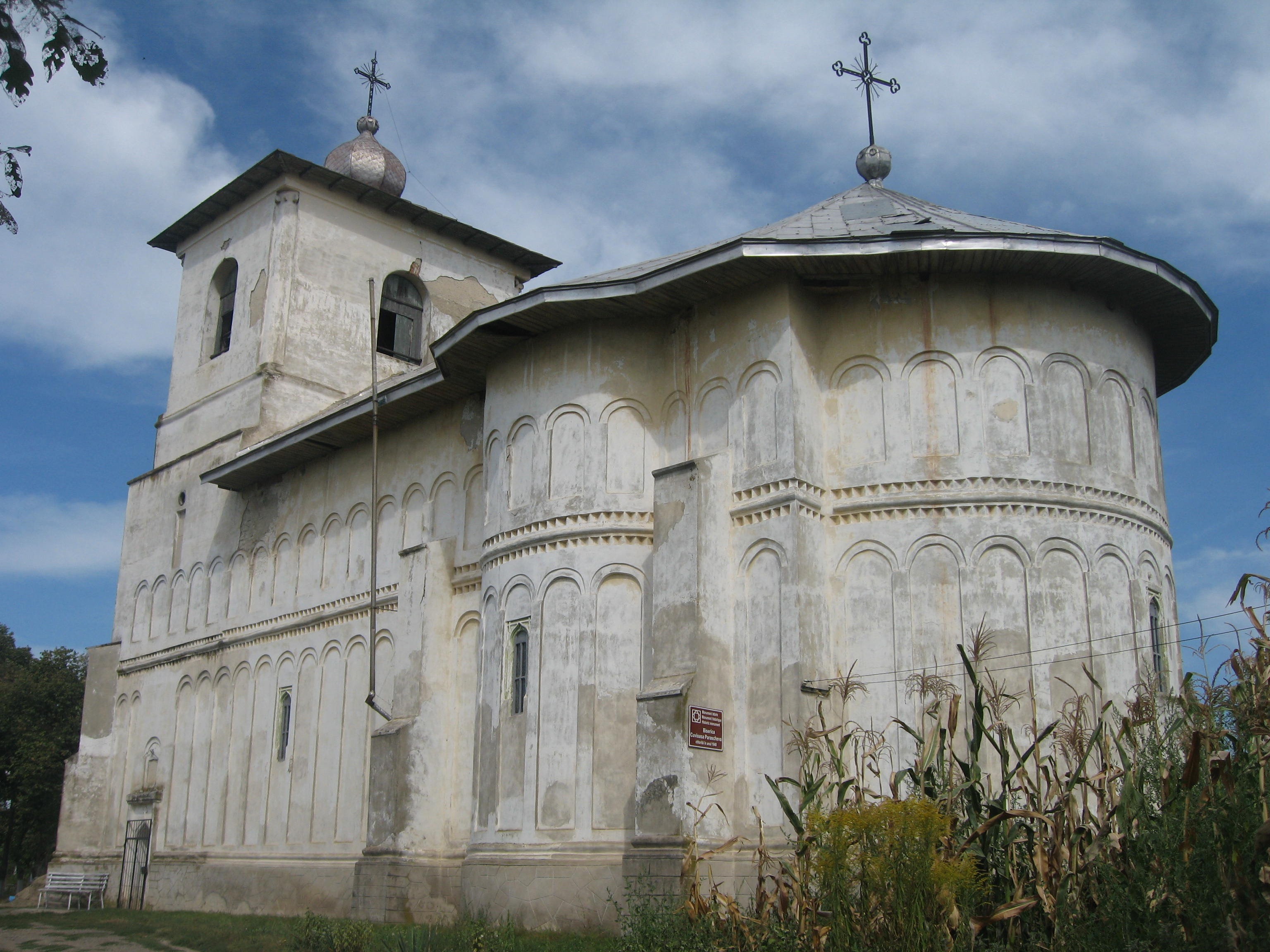
Biserica "Cuvioasa Parascheva" din Ștefănești

Biserica "Cuvioasa Parascheva" din Ștefănești este o biserică ortodoxă construită în anul 1640 în orașul Ștefănești (județul Botoșani). Potrivit tradiției locale și unor opinii ale specialiștilor, această biserică a fost zidită pe fundațiile unei biserici mai vechi, construite de Ștefan cel Mare (1457-1504). 
Ansamblul bisericii "Cuvioasa Parascheva" din Ștefănești a fost inclusă pe Lista monumentelor istorice din județul Botoșani din anul 2015 la numărul 476, având codul de clasificare  BT-II-a-B-02019 și fiind format din 2 obiective: 
- Biserica "Cuvioasa Parascheva" - datând din 1640 și având codul BT-II-m-B-02019.01
- Turn clopotniță - datând de la sfârșitul secolului al XVIII-lea și având codul BT-II-m-B-02019.02

## Istoricul bisericii

### Biserica atribuită lui Ștefan cel Mare
În legătură cu momentul istoric al ctitoririi acestei biserici circulă două opinii: prima, cea susținută de tradiția locală, este aceea că biserica ar fi o ctitorie a lui Ștefan cel Mare (1457-1504) sau a lui Ștefăniță Vodă (1517-1527); cea de-a doua, susținută de către specialiști pe baza caracteristicilor arhitectonice actuale ale construcției, afirmă că lăcașul datează din secolul al XVII-lea.  Cercetările arheologice efectuate în ultimii ani la Biserica "Cuvioasa Parascheva" din Ștefănești au scos la iveală faptul că actualul lăcaș de cult a fost construit pe fundația unei biserici mai vechi. 
Localitatea Ștefănești apare menționată documentar pentru prima dată la 26 mai 1435 sub numele de Gura Bașeului, într-un document emis de domnitorul Ștefan II.  Aici se afla unul dintre vadurile râului Prut.
În vremea domniei lui Ștefan cel Mare (1457-1504), exista în localitate o rețea de tuneluri subterane. Potrivit legendelor locale, pe sub actuala Biserică "Cuvioasa Parascheva" se afla o poartă de acces într-un tunel subteran, suficient de larg și de înalt ca să poate fi străbătut călare, iar celălalt capăt al său se afla la Lehnești, unde erau adăpostite hergheliile domnești. Satul Lehnești a fost înghițit de apele Prutului în 1975, când a fost construit lacul de acumulare de la Stânca Costești. 
În iunie 1476, la ordinul sultanului, tătarii din Crimeea, conduși de Eminek Mârza, au năvălit în nordul Moldovei. Ștefan cel Mare se îndreaptă atunci cu cavaleria înspre nordul țării, rămas fără apărare. Pe când se întorceau cu o pradă bogată, tătarii au fost ajunși de moldoveni în dreptul localității Ștefănești de pe malul Prutului. Oștile moldovenești conduse de Ștefan cel Mare îi înfrâng pe tătari, iar cei scăpați cu viață sunt urmăriți și împuținați până la Nistru. 
Potrivit tradiției locale, în amintirea victoriei repurtate împotriva tătarilor, Ștefan cel Mare ar fi construit o biserică la Ștefănești.  Ultimele cercetări arheologice au demonstrat posibilitatea, în lipsa pisaniei originare, ca biserica veche din Ștefănești (ale cărei fundații au fost îngropate în fundația actualei biserici) să fi fost ctitorită în ultimii ani ai domniei lui Ștefan cel Mare. 
Cercetările arheologice efectuate pe locul actualei biserici au scos la iveală monezi din prima jumătate a secolului al XVI-lea, precum și niște pinteni de zidărie reprezentând fundațiile a doi contraforți proveniți de la o construcție mai veche. Aceste elemente de zidărie au fost găsite la adâncimea de 0,60 m pe latura de nord și la 0,55 m pe latura de sud față de actualul nivel de călcare. Pintenii descoperiți au fost realizați din piatră de carieră înecată într-un mortar, diferit de cel utilizat în fundațiile construcției actuale. 
O informație importantă pentru înțelegerea evoluției monumentului până în secolul al XVIII-lea a fost furnizată de solul polonez Jerzy Krasinski, care poposind în Ștefănești la 21 martie 1636, consemna că biserica exista, dar era ruinată, atunci cărându-se materiale pentru restaurarea ei.  Potrivit cuvintelor lui Krasinski “și acest orășel înainte vreme era însemnat, după cum se vede din așezarea lui și după biserica de zid frumos clădită, dar acum ruinată, pentru restaurarea căreia acum se cară pietre și alt material”. 
Din relatarea solului polonez se poate trage concluzia că biserica a fost construită anterior domniei lui Vasile Lupu (1634-1653), acest domnitor refăcând un lăcaș de cult mai vechi. Prima atestare scriptică a bisericii închinate Cuvioasei Parascheva datează din anul 1640. 
Tot cercetările arheologice au demonstrat că vechiul lăcaș de cult a fost demantelat până la 20-25 cm față de nivelul de călcare al constructorilor lui din secolul al XVII-lea (aflat la o adâncime de 0,60 m față de nivelul actual). Se poate deduce că vechea fundație a fost înecată în cea turnată în secolul al XVII-lea. Studiind distribuția contraforților, istoricul de artă Gheorghe Balș (1868-1934) a tras concluzia că biserica veche de la Ștefănești a putut fi construită în ultimii ani de domnie ai lui Ștefan cel Mare, după un plan asemănător celui al bisericii Mănăstirii Dobrovăț sau al bisericii de la Volovăț. 

### Biserica actuală
În prezent, Biserica "Cuvioasa Parascheva" din Ștefănești, în forma ei actuală, este datată de specialiști ca fiind construită în anul 1640.
Primul studiu despre această biserică (însoțit de ilustrația necesară) a fost realizat de către Gheorghe Balș și Radu Bolomey și a fost publicat în Buletinul Comisiunii Monumentelor Istorice în anul 1926. Noi studii care au adus o serie de completări la istoricul acestei biserici au fost realizate aduse de către Gh. Pungă (în AIIAI, Tomul XIV, 1978, p. 282-296 și Tomul XVII, 1980, p. 321-341) și de Ana Dobjanschi și Victor Simion (în "Arta în epoca lui Vasile Lupu", Ed. Meridiane, București, 1979). Analizând arhitectura acestei biserici și constatând unele asemănări cu alte ctitorii din veacul al XVII-lea, autorii mai sus citați au concluzionat că biserica se prezintă, în formă refăcută, ca un monument tipic secolului al XVII-lea. Gheorghe Balș se întreba chiar dacă biserica nu ar fi din vremea lui Ștefan Tomșa al II-lea (1611-1615, 1621-1623), astfel putând fi explicată atribuirea ei lui Ștefan cel Mare, “printr-o confuzie (existentă) în amintirea poporului între cei doi Ștefan Vodă”. 
Este probabil ca biserica să fi fost incendiată de oastea otomană în anul 1672 odată cu palatul domnesc.  Michal Floryan Rzewuski, starostele de Helm, secretarul soliei poloneze a lui Ioan Gninski (1677-1678), relata că la 22 iunie 1678 a trecut prin Ștefănești, făcând următoarea descriere: "Orașul era odinioară destul de mare, are o biserică de zid cu acoperișul ars, un iezer lângă oraș, dar stricat, a fost odată acolo o moară de zid". 
Târgul Ștefănești s-a aflat o lungă perioadă în proprietate domnească, timp în care toate cheltuielile privitoare la biserica "Cuvioasa Parascheva" erau suportate de vistieria domnitorilor Moldovei. Domnitorul Ioan N. Mavrocordat (1743-1747) dăruia la 20 iunie 1745, marelui vistiernic Teodor Paladi o parte din hotarul Ștefăneștilor, împreună cu heleșteul domnesc. 
Localitatea “a fost cu totul distrusă” cu ocazia războiului ruso-turc din 1768-1774, după cum relatează un călător străin care a trecut prin Ștefănești la 1780. Este posibil ca și biserica să fi suferit unele distrugeri. Biserica a fost reparată în anii 1794 și 1828 , după cum atestă cele două pisanii amplasate deasupra intrării de pe latura de sud. 
Biserica "Cuvioasa Parascheva" din Ștefănești a fost reparată în 1794 cu cheltuiala vel vornicului Constantin Paladi, proprietarul moșiei Ștefănești. Reparațiile au fost efectuate în exterior și în interior, ceea ce presupune efectuarea unei simple zugrăveli sau poate chiar pictarea lui.  Deasupra intrării în biserică de pe latura sudică a fost amplasată o inscripție în limba română cu caractere chirilice, având următorul cuprins: „Această sf(â)ntă besearică ce să numește hramul Prepadoamna Parascheva fiind veache și stricată și rămăind toată moșie tărgului Ștefăneștii supt stăpănire dum[nealui] Costandin Păladi vel vo[rnic], au binevoit de au merimetisito cu toată cheltuiala dum[nealui] toată pe dinlăuntru căt și pe dinafară în zilele preînălțatului domn Miha[i]l Costand[in] Suțu V[oe]vod. Vechil lucrului au fost Ștefan Stărce și calfă Sandul 1794 iun”.
În anul 1794 a fost construit turnul-clopotniță deasupra pridvorului bisericii. Acest lucru este atestat de prezența a două inscripții - pomelnic încastrate în zidul scării de acces spre etajul I al turnului-clopotniță. Cele două inscripții cuprind câteva nume printre care cel al preotului Gheorghe  și cel al lui Vasile Dascăl. Prezența pe latura sudică a bisericii a unei pietre de mormânt pusă la căpătâiul preotului Gheorghe de către Vasile Dascăl în anul 1800 duce la concluzia ca cele două persoane au fost martore ale reparației monumentului în 1794. În unghiul dat de forma de acoladă a părții superioare a ancadramentului fostei intrări de pe latura nordică se observă, din interiorul bisericii, prezența unei pietre pe care se află câteva slove dintr-o inscripție în limba slavonă. Aceasta este probabil anterioară momentului construcției actualei biserici, având destinația de pisanie sau piatră de mormânt. 
Noi lucrări de reparații au avut loc în 1828. Cu acel prilej a fost amplasată o pisanie pe turnul-clopotniță, deasupra celei prezentate mai sus, care consemnează alte prefaceri importante: „La anul 1828 oct(ombrie) 30, clopotnița de la acest sfânt lăcaș de aici în sus cu zidul și cu tot meremetul înlăuntru și afară și cu coperământu din nou, prin silința și cheltuiala celor care au avut râvnă, iar calfă de chetrar și stoler Grigori Goianu (?), zugrav Ion sân Iftodi (?) Crăcium”.  Din pisanie rezultă că biserica a fost reparată “înlăuntru și afară”, făcându-i-se un nou acoperiș. Clopotnița mai veche construită deasupra pridvorului a fost refăcută și supraînălțată.
Proprietarii moșiei Ștefănești plăteau salariile preoților și dascălilor și suportau cheltuielile de reparații și de înzestrare a bisericii cu obiecte de cult. Biserica a cunoscut o anumită prosperitate la începutul secolului al XIX-lea, catagrafia din 1820
menționând aici pe protopopul Gheorghe, iar cea din 1838 notând că în târg erau cinci preoți și doi dascăli. 
Pictura interioară a lăcașului de cult a fost realizată la sfârșitul secolului al XIX-lea, prin contribuția lui Ioan D. Aniței, "cântăreț bisericesc", după cum atestă o inscripție din incintă.
În anii 1992 și 1993, arheologul ieșean Costică Asăvoaie a efectuat o serie de săpături arheologice sistematice prin care s-a demonstrat că actuala biserică a fost construită pe fundația unei biserici mai vechi, înălțate probabil la sfârșitul secolului al XV-lea.
În iulie 2009, preotul Zamfir Haraga trăgea un semnal de alarmă cu privire la situația dramatică a bisericii. Acoperișul era găurit, iar în biserică pătrundea ploaia, pereții groși ai bisericii aveau fisuri adânci din cauza infiltrațiilor apei de ploaie și erau mucegăiți. Enoriașii din orașul Ștefănești erau săraci, ei trăind din munca pământului, iar Primăria nu avea bani nici măcar 
pentru repararea muzeului dedicat lui Ștefan Luchian, principala personalitate a localității. În disperare de cauză, preotul a postat pe Internet o ofertă de vânzare a frumoasei catapetesme sculptate a bisericii din Ștefănești, pentru prețul de 1.000.000 lei noi. El spera să cumpere un iconostas nou cu 100.000 lei, iar cu restul banilor să renoveze biserica. 

## Arhitectura bisericii
Biserica "Cuvioasa Parascheva" din Ștefănești este un monument arhitectonic moldovenesc din secolul al XVIII-lea. Dimensiunile ei sunt următoarele: lungime - 32 m, lățime - 10 m, înălțime până la cheile arcurilor naosului - circa 15 m și grosime a zidurilor - circa 1,5 m. 
Biserica este compartimentată în patru încăperi: pridvor, pronaos (nartex), naos și altar. Inițial, accesul în lăcașul de cult se făcea prin două intrări (una pe latura sudică și alta pe latura nordică). Intrarea de pe latura nordică are un ancadrament în formă de acoladă la partea superioară și a fost obturată printr-un zid din cărămidă. 
Pridvorul este separat de pronaos printr-un perete care are o deschizătură mediană prevăzută cu două uși. Această încăpere este luminată prin două ferestre mici de forma unor nișe dreptunghiulare, amplasate în peretele vestic. Pridvorul este boltit "en berceau". În grosimea zidului despărțitor dinspre răsărit se află o galerie prin care se pătrunde în turnul-clopotniță pe o scară abruptă de piatră.
Clopotnița are formă de prismă și este așezată pe două baze pătrate. Preotul N. Gh. Ștefănescu considera că prima bază a fost
destinată pentru a susține vechea clopotniță, iar cea de-a doua bază ar fi fost construită când s-a înălțat actualul turn. 
Rezidirea turnului - clopotniță în anul 1794 a început de la cota 0 a etajului I. Acest lucru este dovedit de adosarea de la acest nivel, în colțul de N-E, a unei scări circulare protejată de un zid - tot de formă circulară - construit din cărămidă. Încăperea de la etajul I, situată deasupra pridvorului, este de formă dreptunghiulară și avea inițial o boltă "en berceau", dar aceasta s-a prăbușit și a fost înlocuită cu un planșeu din lemn. În colțul de sud-est al încăperii de la etajul I al turnului-clopotniță, la nivelul podelei, se află o deschizătură cu lățimea de 45-50 cm și o înălțime de aproximativ 60 cm, prin care se pătrunde într-un canal cilindric vertical având deschiderea de 60x60 cm, care penetrează miezul zidului în jos, pe o distanță de aproximativ 1 m. Acest tunel conduce la o încăpere, practicată în grosimea zidului, cu lățimea (E - V) de 0,80 m, lungimea de aproximativ 2,50 m și înălțimea maximă de 2,30 m. Această încăpere a avut rolul de tainiță, neavând inițial nici o fereastră. Abia în 1794 s-a construit o deschidere de tip hublou, în peretele sudic și o fereastră dispusă asimetric pe latura de vest - actualmente obturată.  Potrivit tradiției, tainița subterană ducea la Stânca Doamnei printr-un tunel care trecea pe sub pârâul Bașeu. În grota de la Stânca Doamnei, inclusă în barajul de la Stânca-Costești, s-ar fi ascuns în 1476 soția domnitorului Ștefan cel Mare. 
Intrarea în pronaos se face printr-un portal în stil gotic, încadrat într-un chenar dreptunghiular. Pronaosul are o formă pătrată și este luminat prin două ferestre situate spre nord și sud, care sunt evazate spre interior. Pronaosul este separat de naos printr-un zid masiv străpuns de o deschidere mediană. Deasupra acestei intrări se află o nișă dreptunghiulară, iar deschiderea de trecere este încadrată de o parte și de alta de două deschizături care ajung până la 1 m de podea. Naosul are două abside laterale cu raza de 1,5 m, încadrate de câte două contraforturi în trepte. Această încăpere este luminată prin câte două ferestre evazate în
interior și în partea de jos, amplasate pe laturile nordică și sudică (una fintre ele fiind amplasată la vest de absida laterală, iar celaltă în axul absidei). Naosul are o boltă susținută de două arcuri puternice. Naosul este despărțit de altar printr-o catapeteasmă prevăzută cu trei uși. Altarul conține cinci nișe și o fereastră evazată în axul absidei, având la partea superioară o calotă sferică. 

## Imagini

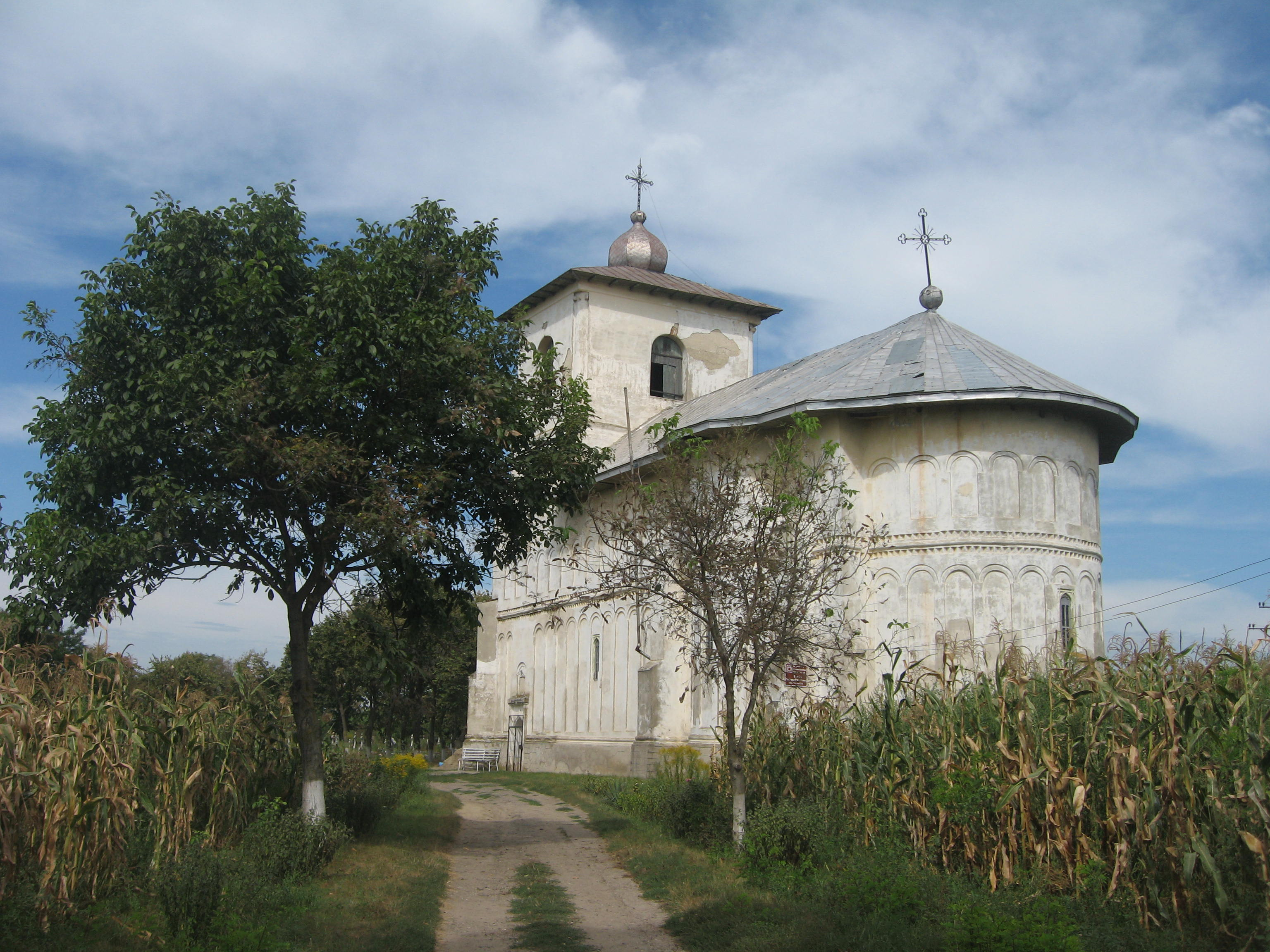
Biserica văzută dinspre sud-est
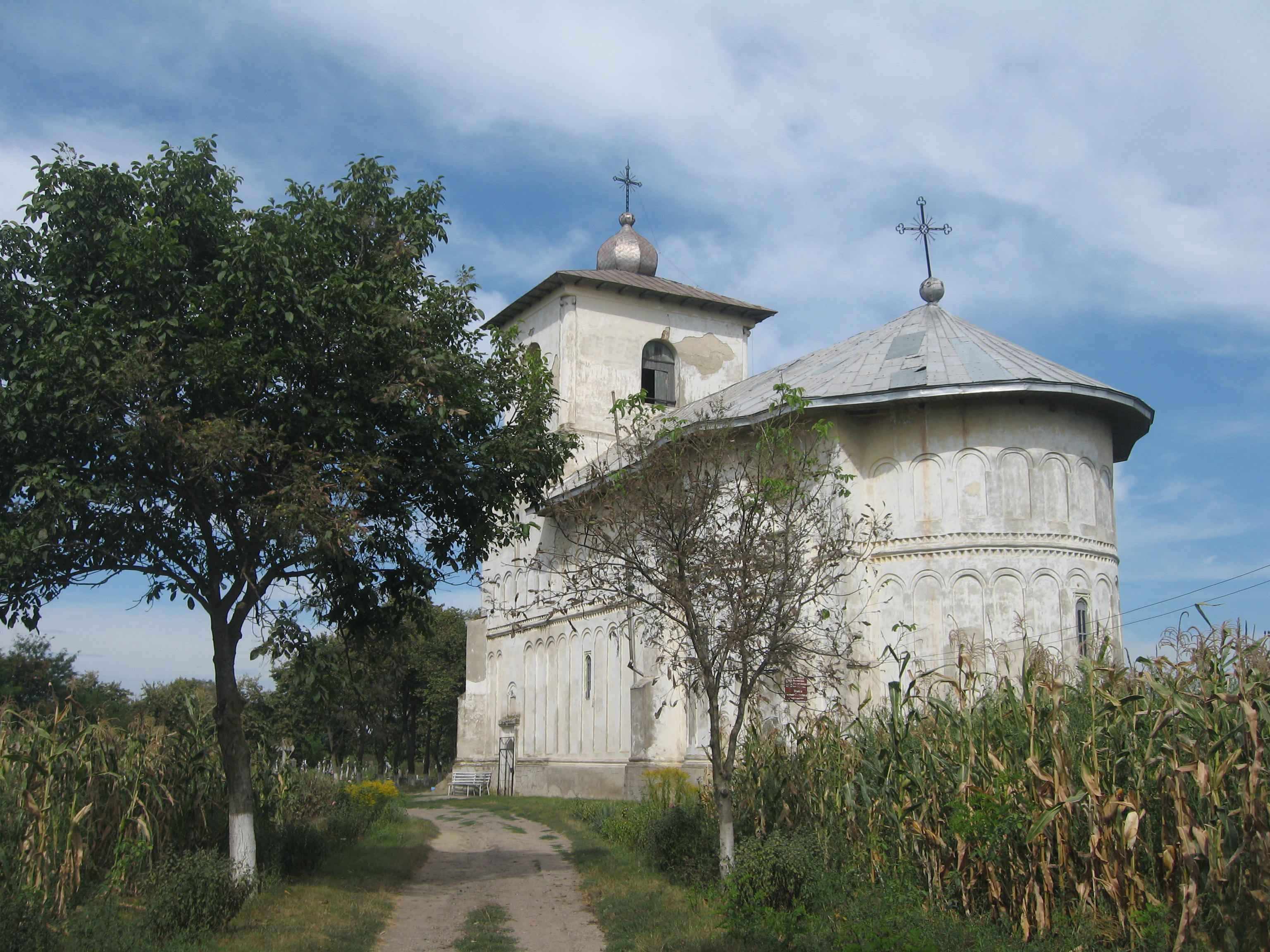
Biserica văzută dinspre sud-est
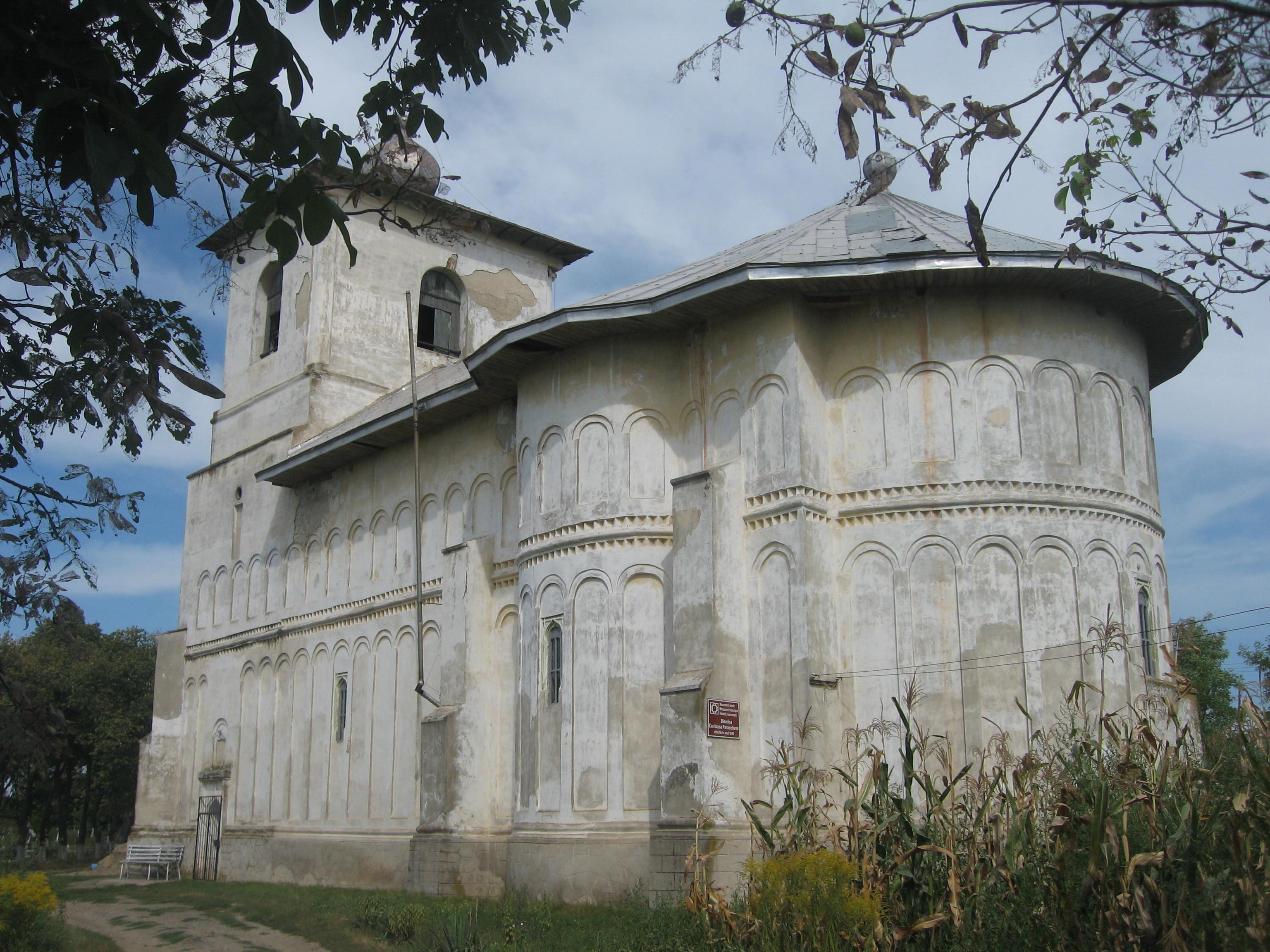
Biserica "Cuvioasa Parascheva" din Ștefănești
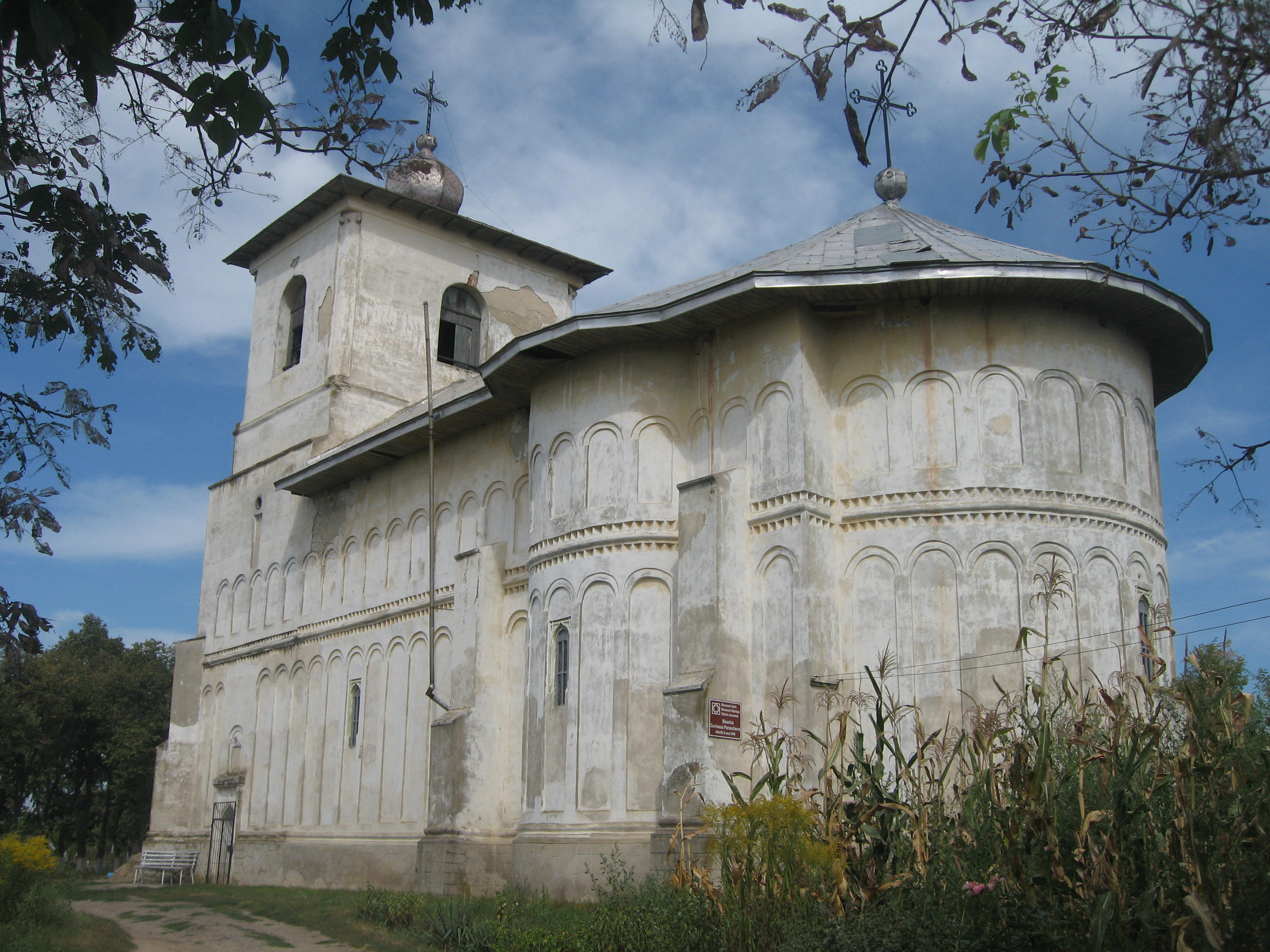
Biserica "Cuvioasa Parascheva" din Ștefănești
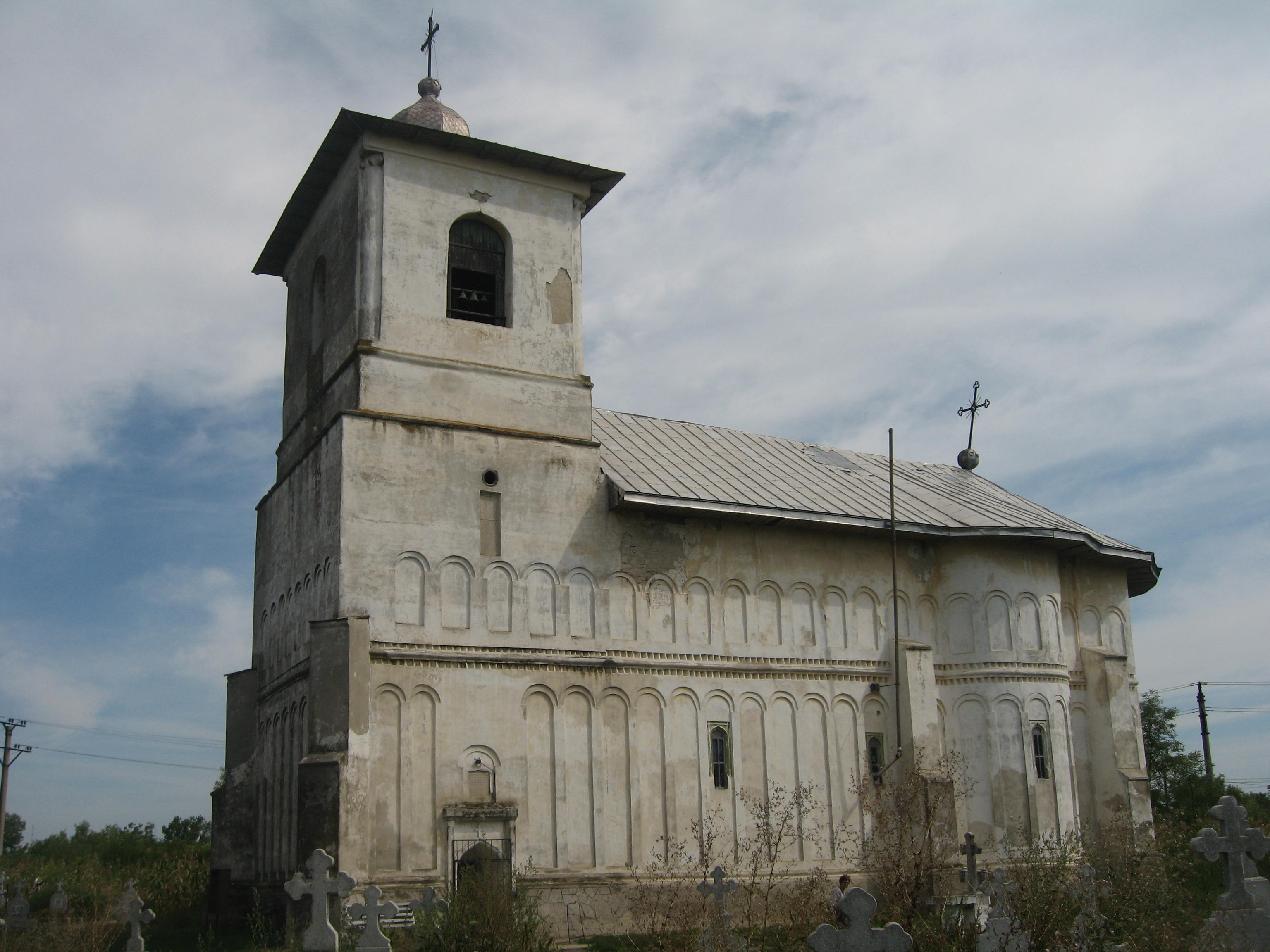
Latura sudică
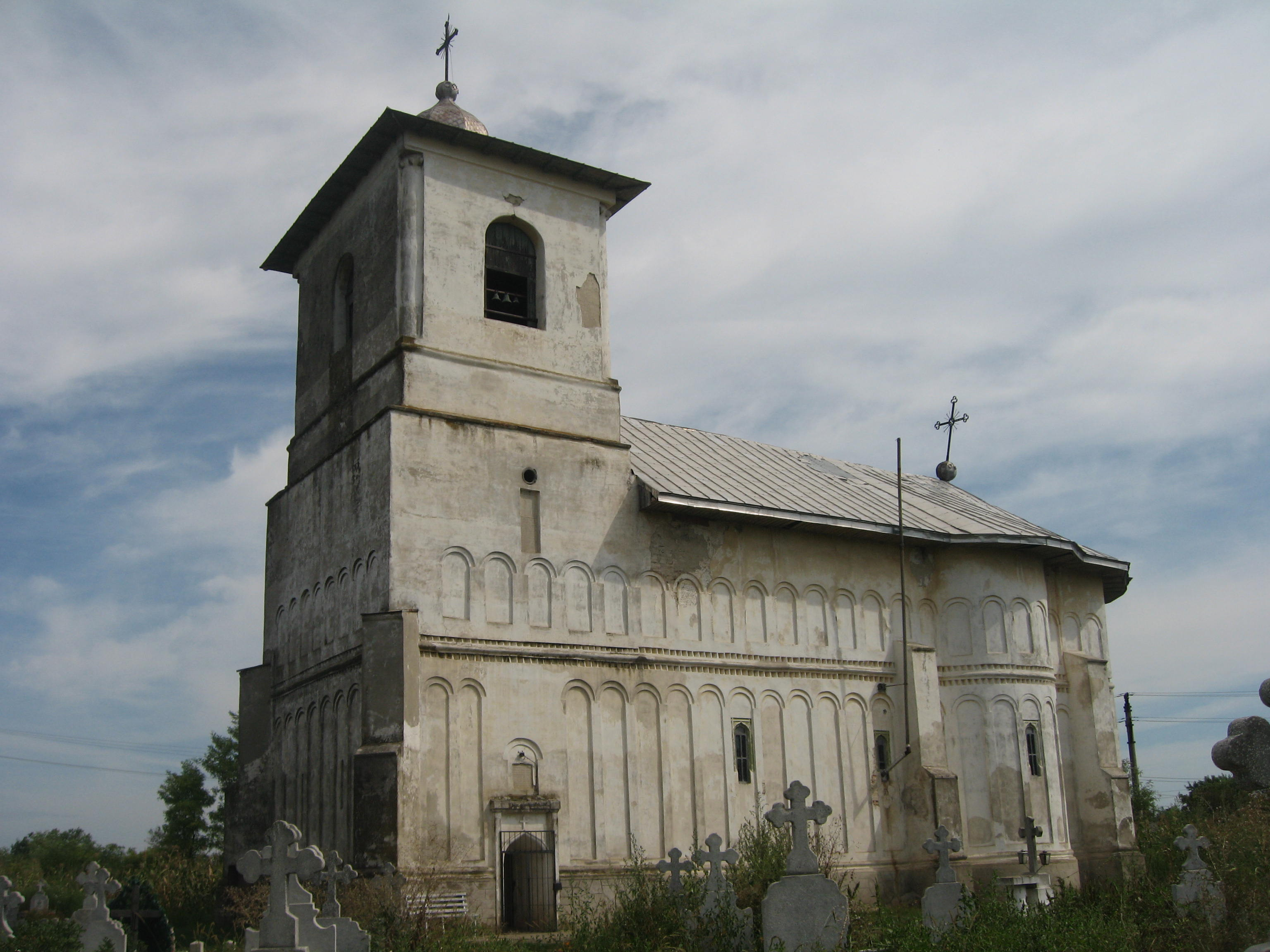
Latura sudică
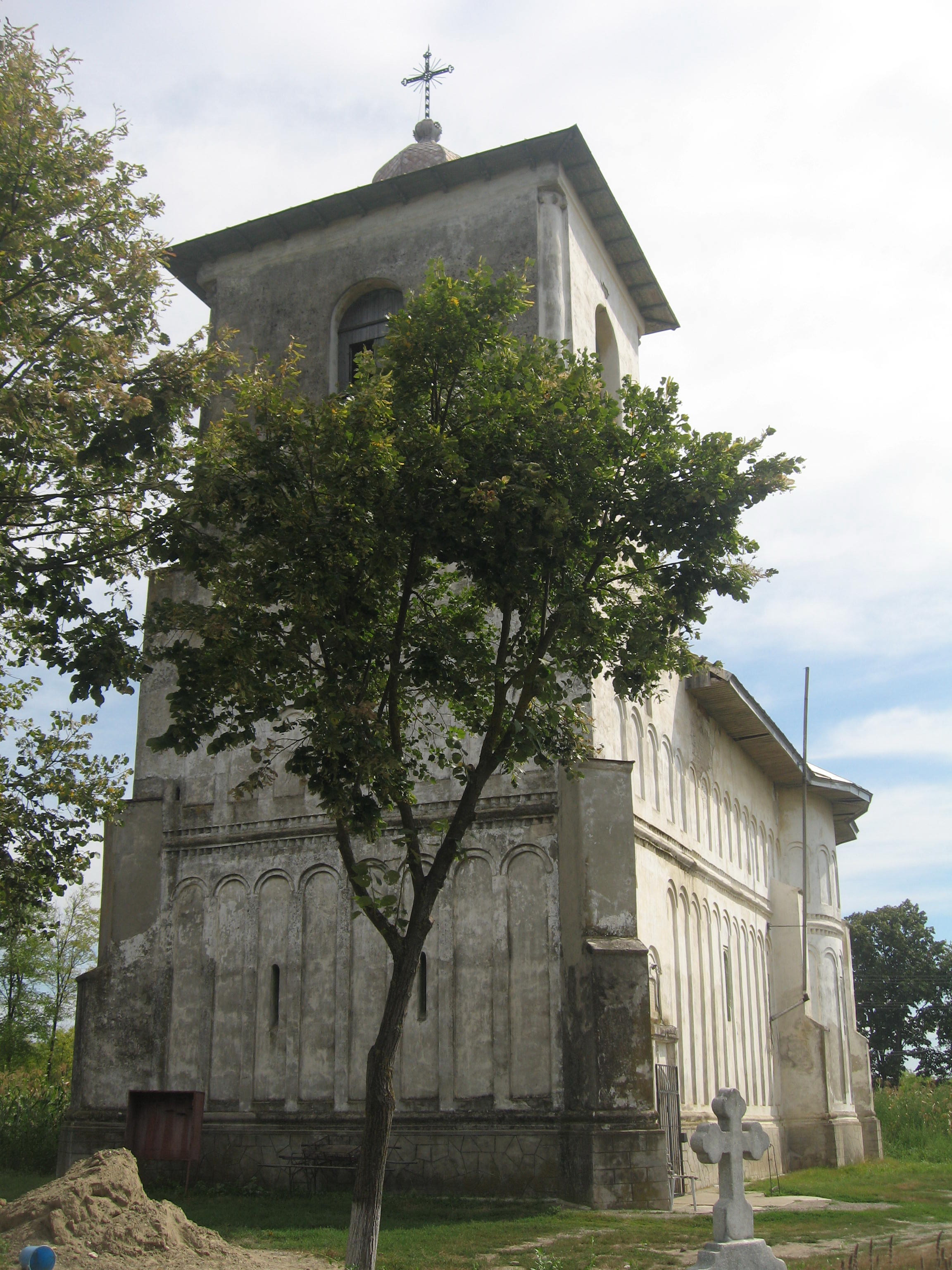
Biserica văzută dinspre vest
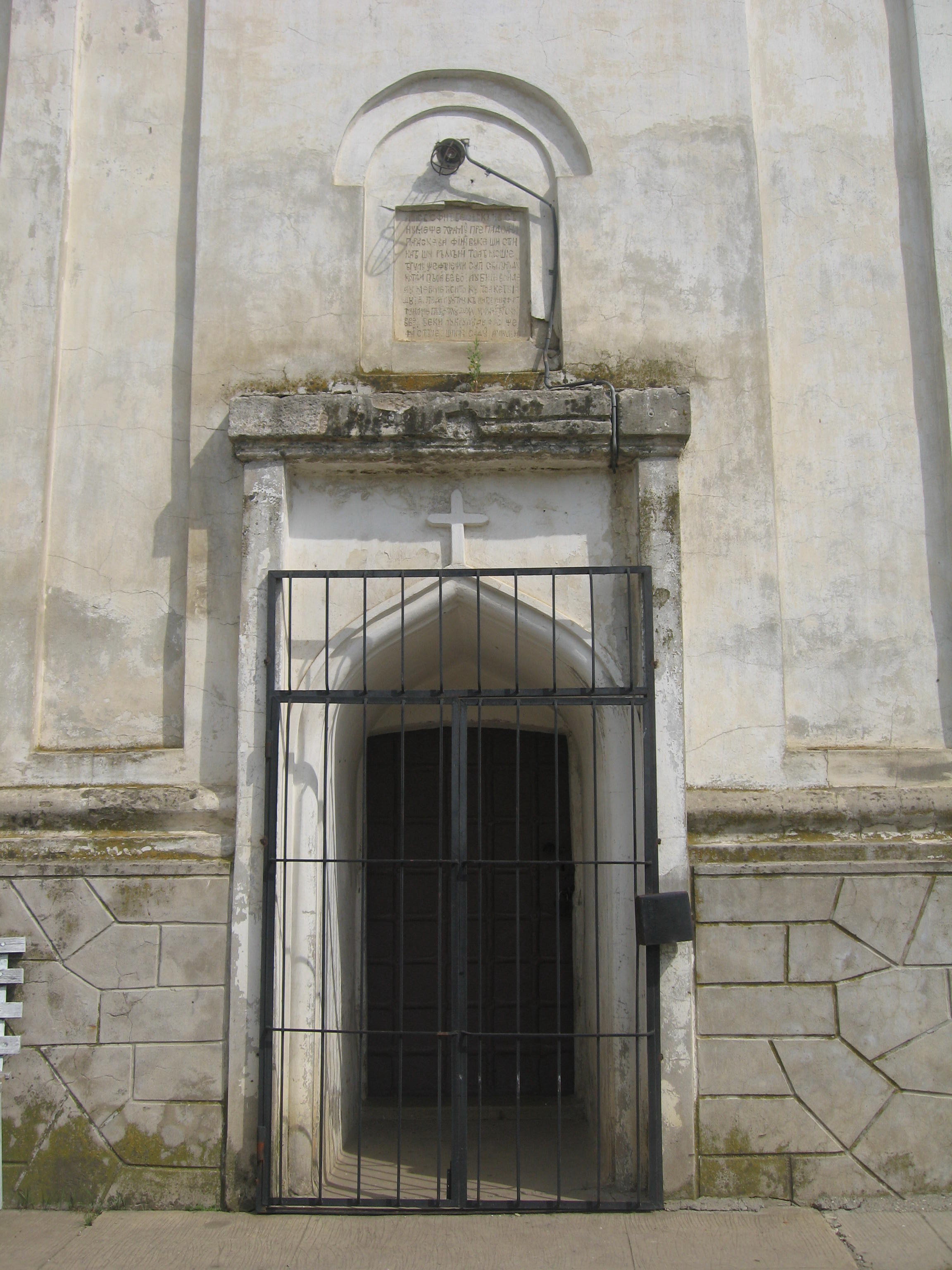
Portalul de intrare de pe latura sudică
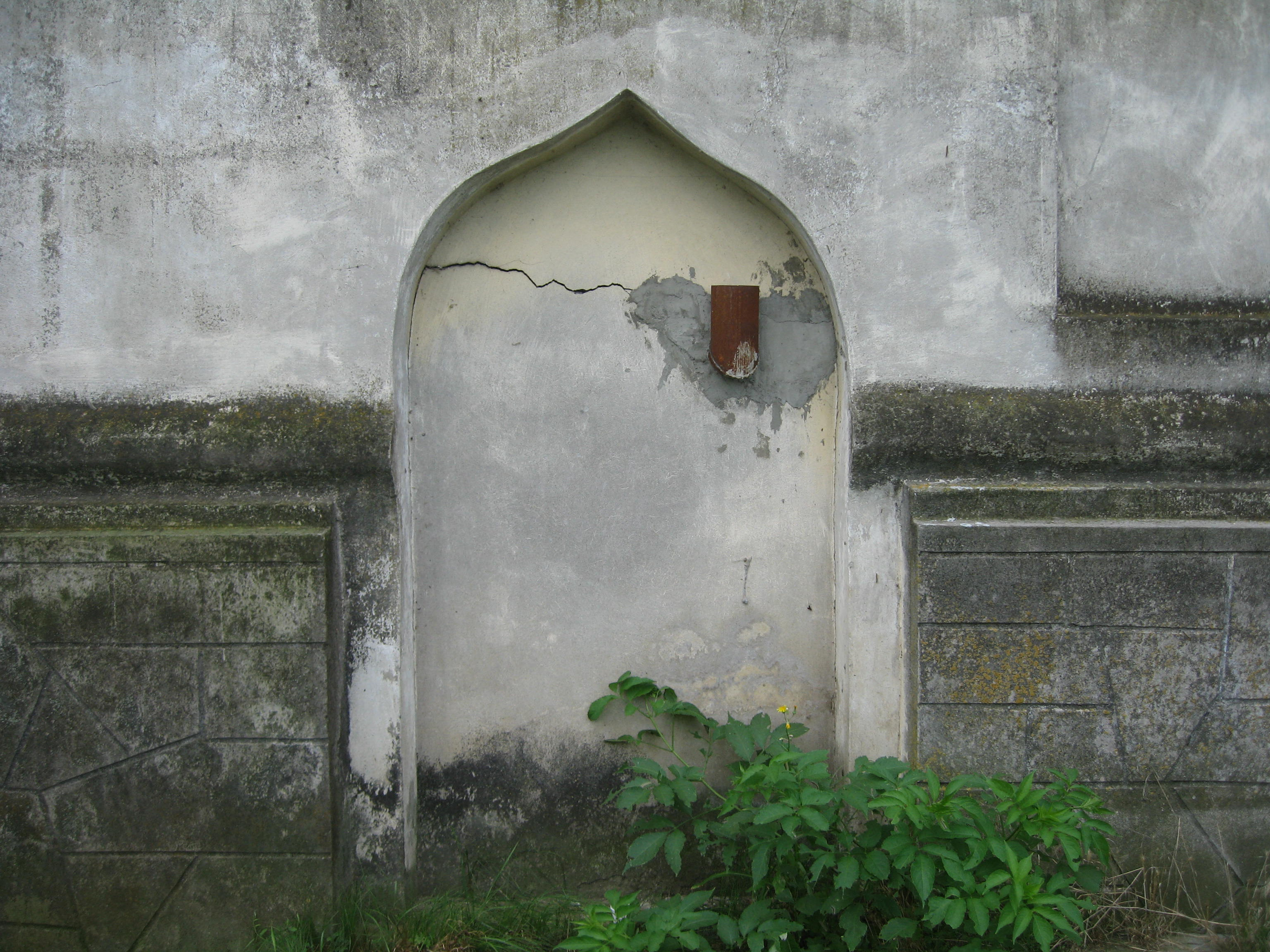
Intrarea de pe latura nordică, actualmente zidită
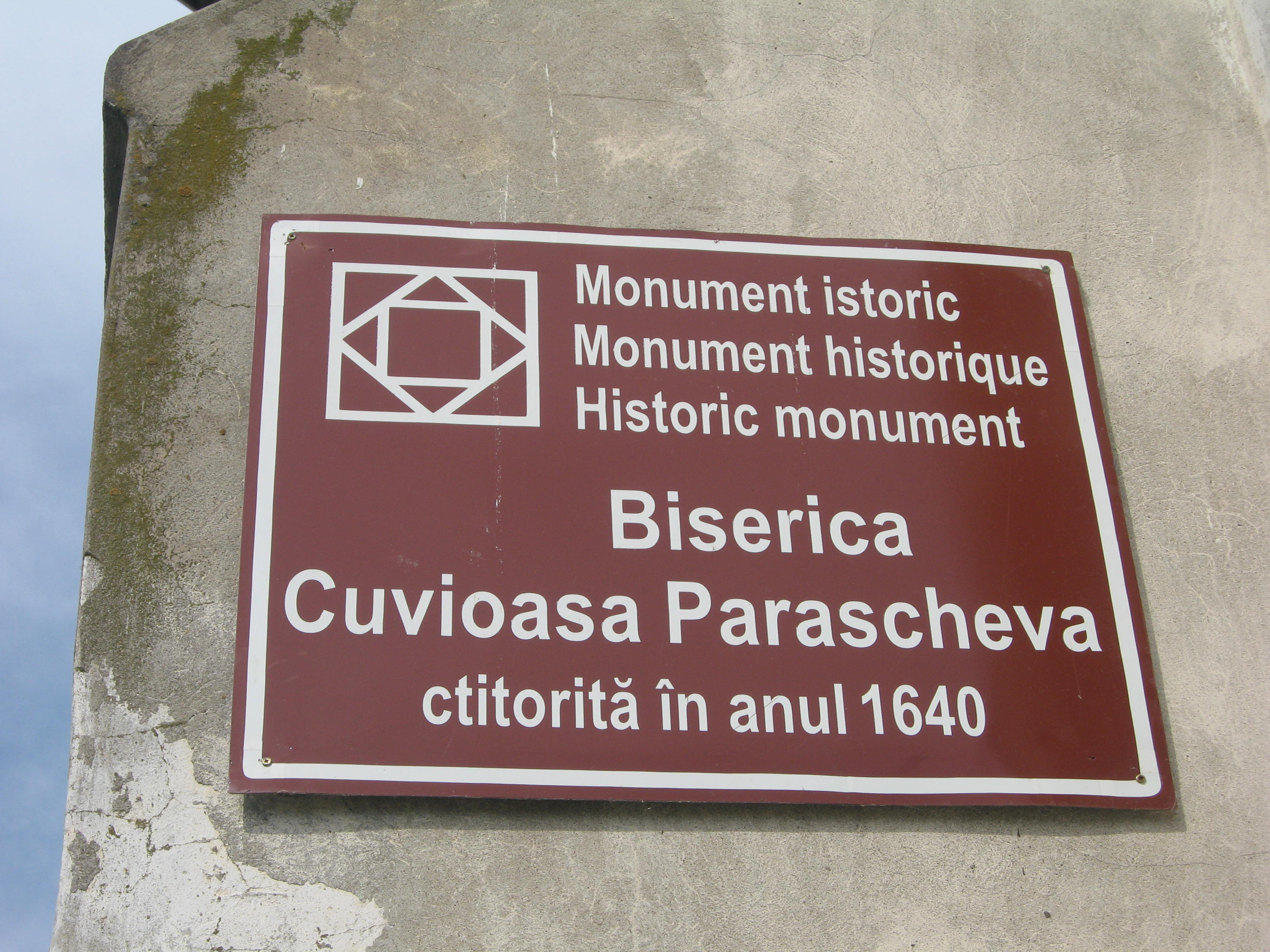
Placă indicând vechimea bisericii
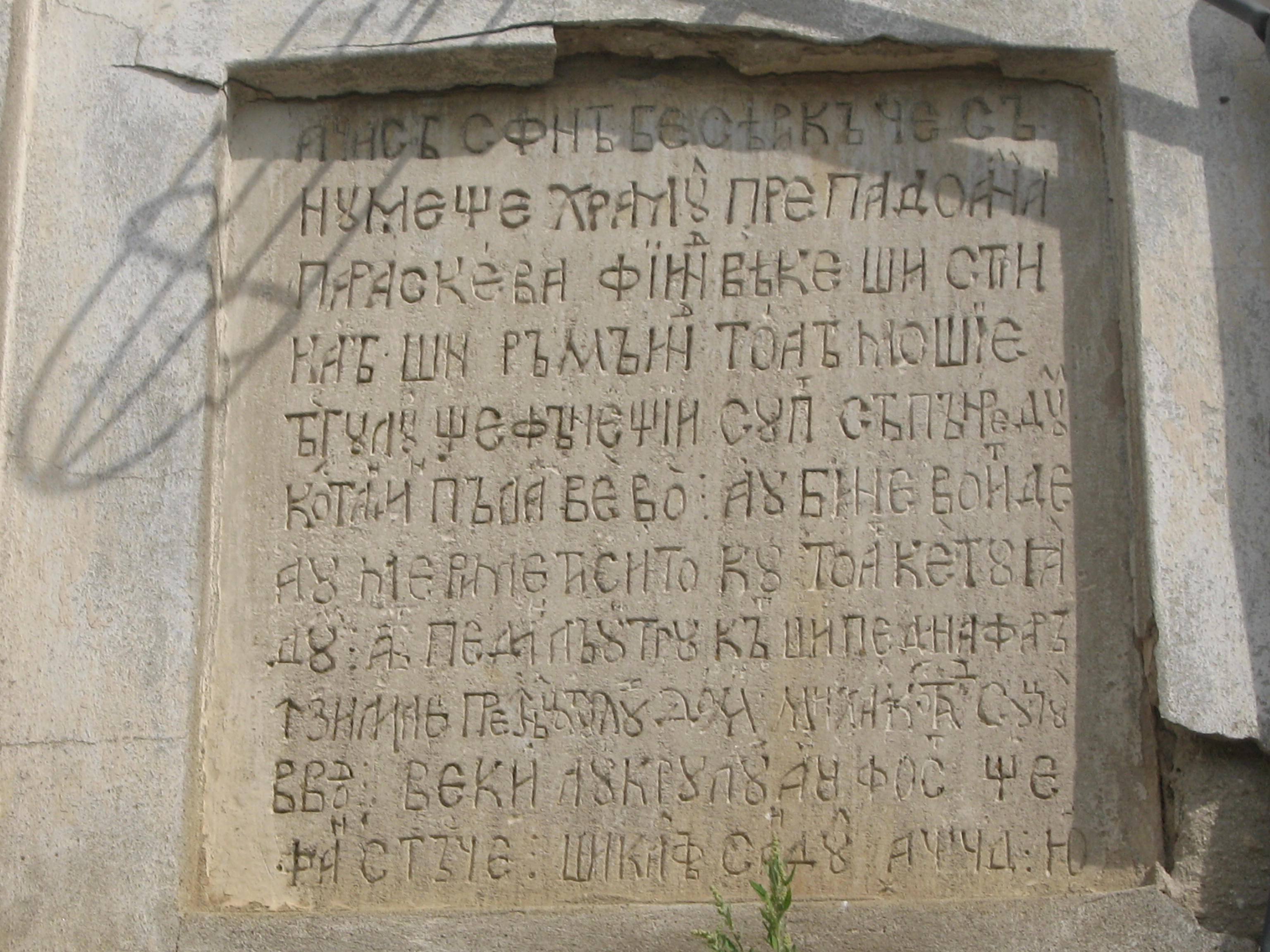
Pisanie
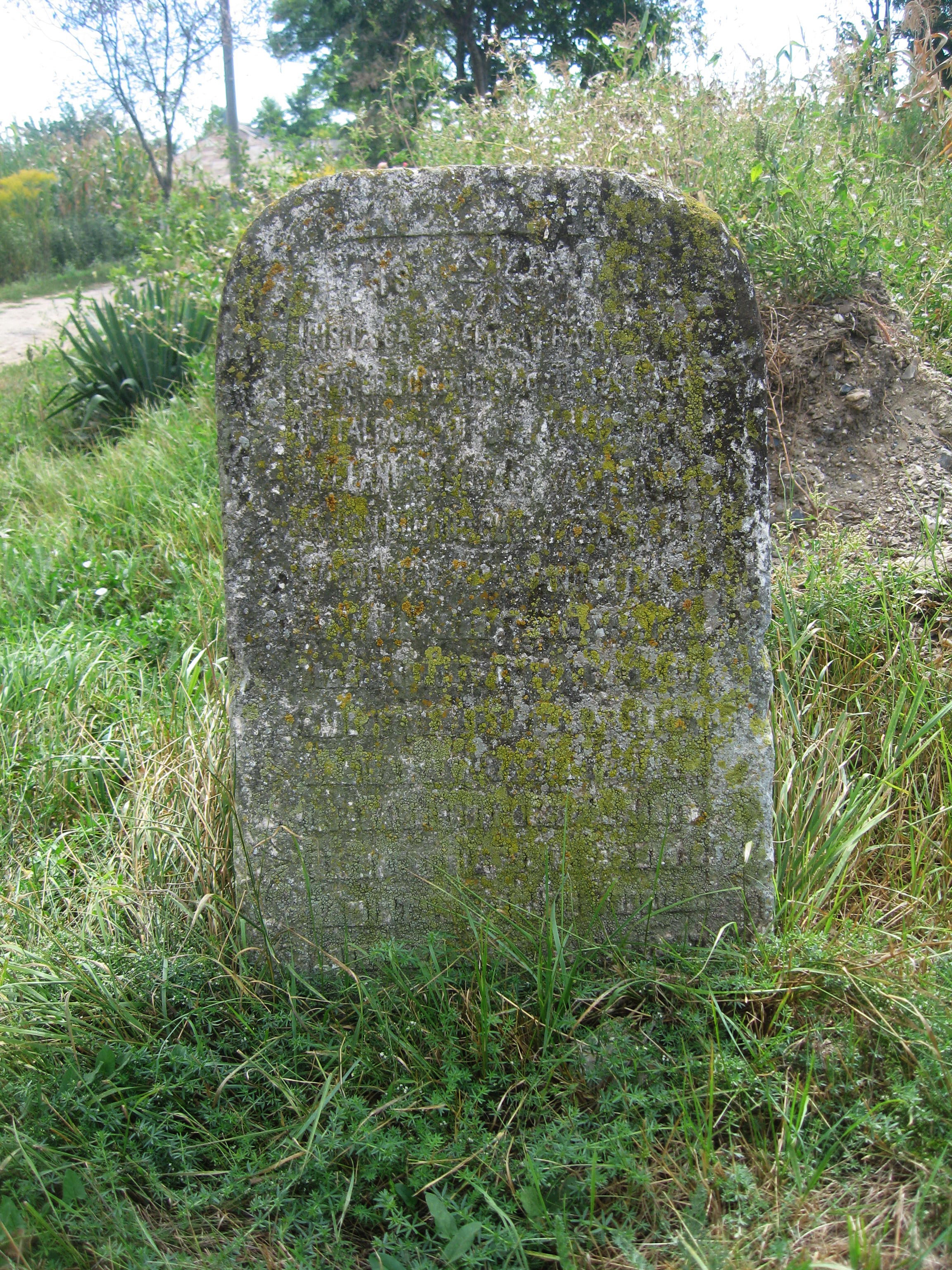
Piatră veche de mormânt